# 小行星7888
小行星7888（英語：7888）是一颗围绕太阳公转的小行星。1993年10月20日，罗伯特·H·麦克诺特在赛丁泉山发现了此天体。
这颗小行星的绝对星等为323.0029988333529等。